# Зеньков
Зеньков (укр. Зіньків) — город в Полтавской области Украины. Входит в Полтавский район. До 2020 года был административным центром упразднённого Зеньковского района, в котором вместе с сёлами Гусаки, Дубовка, Пилипенки, Севериновка и Хмаровка составлял Зеньковский городской совет.

## Географическое положение
Город Зеньков находится на берегу реки Ташань, выше по течению на расстоянии в 1 км расположено село Севериновка, ниже по течению примыкает село Пеленковщина.

## История
Зеньков был впервые упомянут в 1604 году как крепость Речи Посполитой.

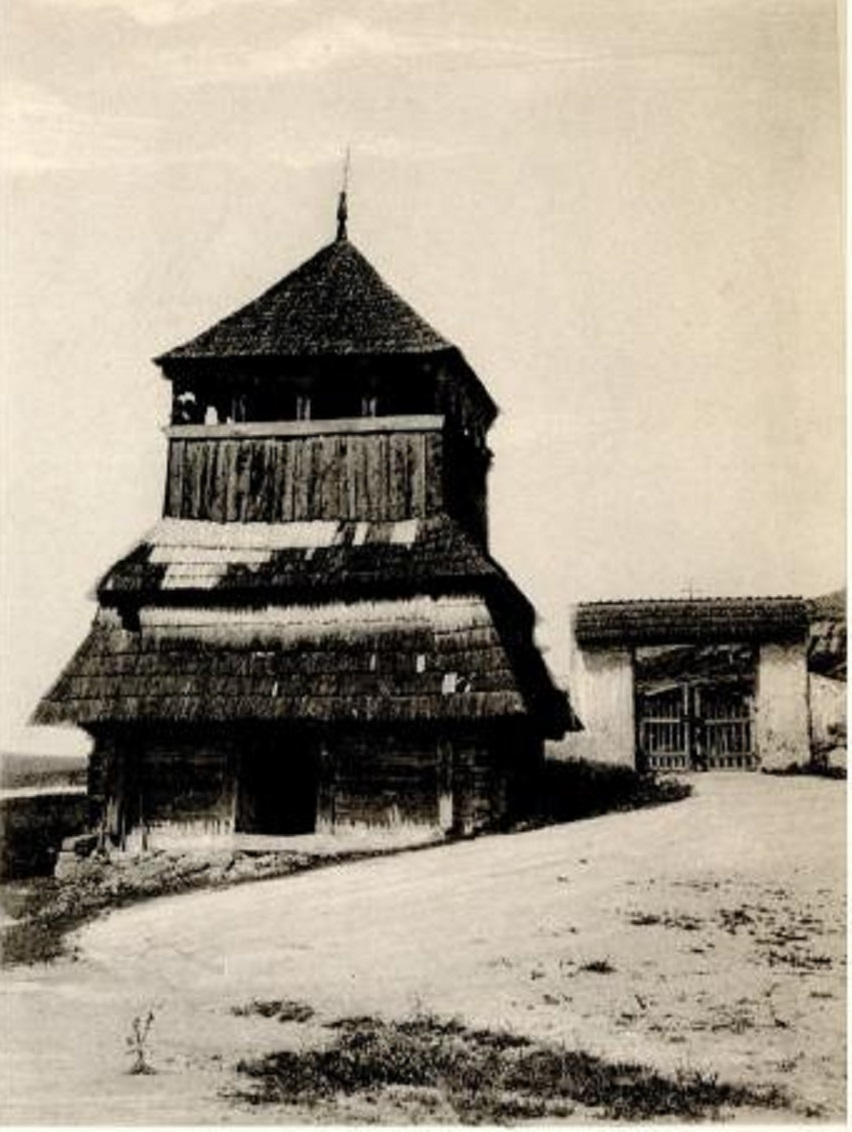
Звонница Троицкой церкви в Зенькове (1726)

### 1654—1917
После начала восстания под руководством Богдана Хмельницкого, в 1649 году Зеньков был включен в состав Полтавского полка и в 1654 году в составе Левобережной Украины вошел в состав Русского царства.
В период Руины в 1658 и в марте 1659 года Зеньков осаждал гетман Иван Выговский. В городе оборонялись 2 000 запорожцев полковника Ивана Силки, рота русских солдат из полка Краферта и «охочие люди» из стрелецкого приказа Иевлева. Гетман четыре недели осаждал город «жестокими приступами», но потерпел неудачу. Люди Силки «изменников черкас и татар и ляхов многих побили и знамёна поимали».
В 1661—1671 гг. Зеньков являлся административным центром Зеньковского полка.
В ходе Северной войны в 1708—1709 гг. население города оказывало помощь русским войскам и вело борьбу с подразделениями шведской армии и действовавшими на стороне шведов отрядами И. Мазепы.
В 1781 году город вошел в состав Черниговского наместничества, в 1796 году — в состав Малороссийской губернии, в 1802 году — стал административным центром Зеньковского уезда Полтавской губернии Российской империи.
В 1783 году в Зенькове проживало 7212 человек, в 1862 году — 9810 человек.
В 1870е годы Зеньков был одним из центров крестьянских волнений.
В 1891—1892 гг. в Зенькове опубликовал свои первые три книги проживавший поблизости в своём имении русский писатель Иосиф Захарченко.
В 1891 году в Зенькове проживало 9377 человек, действовали одна паровая и 10 ветряных мельниц, 2 кирпичных завода, пивоваренный завод, 19 кузниц и ещё несколько мелких мастерских и торгово-промышленных заведений, а также 5 православных церквей и еврейская синагога.
К 1897 году население выросло до 10443 человек, из них 85,8 % были украинцы, 12,1 % — евреями и 1,8 % — русскими.
После начала революции 1905 года, в декабре 1905 года в городе началось вооруженное восстание.
В 1912 году открыли школу для мальчиков, а в 1915 году — для девочек.

### 1918—1991
Советская власть провозглашена в январе 1918 года. В городе к этому моменту проживало 10905 человек. В 1924 году была организована коммуна «Искра Ленина», которая в 1930 году объединяла 320 человек. Весной 1931 коллективизировано 12 сельскохозяйственных артелей, к которым привлечено 850 крестьянских хозяйств.
В ходе Великой Отечественной войны 9 октября 1941 года Зеньков был оккупирован наступавшими немецкими войсками, 7 сентября 1943 года — освобожден в ходе наступления советских войск. В период немецкой оккупации здесь действовали подпольный районный комитет КП(б)У и партизанская группа из 13 человек.
В 1952 году здесь действовали несколько предприятий керамической и деревообрабатывающей промышленности, маслозавод, одна средняя и три семилетних школы, кинотеатр и Дом культуры; кроме того, город был известен как центр кустарных промыслов (художественной вышивки).
В 1970 году численность населения составляла 12,3 тыс. человек, здесь действовали овощеконсервный завод, два кирпичных завода, маслодельный завод, мебельная фабрика и краеведческий музей.
По состоянию на начало 1980 года, в городе действовали консервный завод, хлебный завод, комбикормовый завод, кирпичный завод, цех художественной вышивки производственно-художественного объединения «Полтавчанка», райсельхозтехника, комбинат бытового обслуживания, 4 общеобразовательные школы, музыкальная школа, спортивная школа, два профессионально-технических училища, больница, Дом культуры, кинотеатр, две библиотеки и краеведческий музей.
Во второй половине 1980-х годов основу экономики составляли предприятия пищевой промышленности, также город был известен как центр художественной вышивки.
В январе 1989 года численность населения составляла 11 244 человека.

### После 1991
В мае 1995 года Кабинет министров Украины утвердил решение о приватизации находившихся в городе АТП-15339, завода «Контакт», маслозавода, комбикормового завода, райсельхозтехники и райсельхозхимии, в июле 1995 года было утверждено решение о приватизации ПМК № 293.
В январе 2001 года было начато дело о банкротстве кирпичного завода.

## Население
На 1 января 2013 года численность населения составляла 9 953 человека.

### Языковой состав
Родной язык населения по данным переписи 2001 года:
| Язык       | Численность, чел. | Доля     |
| ---------- | ----------------- | -------- |
| Украинский | 10 064            | 96,83 %  |
| Русский    | 300               | 2,89 %   |
| Другие     | 29                | 0,28 %   |
| Итого      | 10 393            | 100,00 % |

## Экономика
- Зеньковский консервный завод.
- Зеньковский хлебокомбинат.
- Зеньковский кирпичный завод.
- Зеньковский комбикормовый завод, ЗАО.
- Зеньковский инкубатор.
- ОАО «Зеньковский молочный завод».
- ООО «Спецавтотранс».
- ГП «Интеграл-Агро».
- ООО «Украинский экологический продукт».

## Транспорт
Находится в 33 км от ближайшей железнодорожной станции Гадяч.
Узел шоссейных дорог. Через город проходит автомобильная дорога Т-1706.

## Объекты социальной сферы
- Школа № 1.
- Школа № 2.
- Школа І—ІІ ступеней № 3.
- Государственное профессионально-техническое училище № 25.
- Зеньковский профессиональный аграрный лицей.
- Зеньковская станция юных техников.
- Зеньковская специализированная детско-юношеская школа олимпийского резерва.
- Дом детского и юношеского творчества.
- Дом культуры.
- Зеньковский детский дом-интернат.
- Зеньковский районный народный исторический музей.

## Галерея

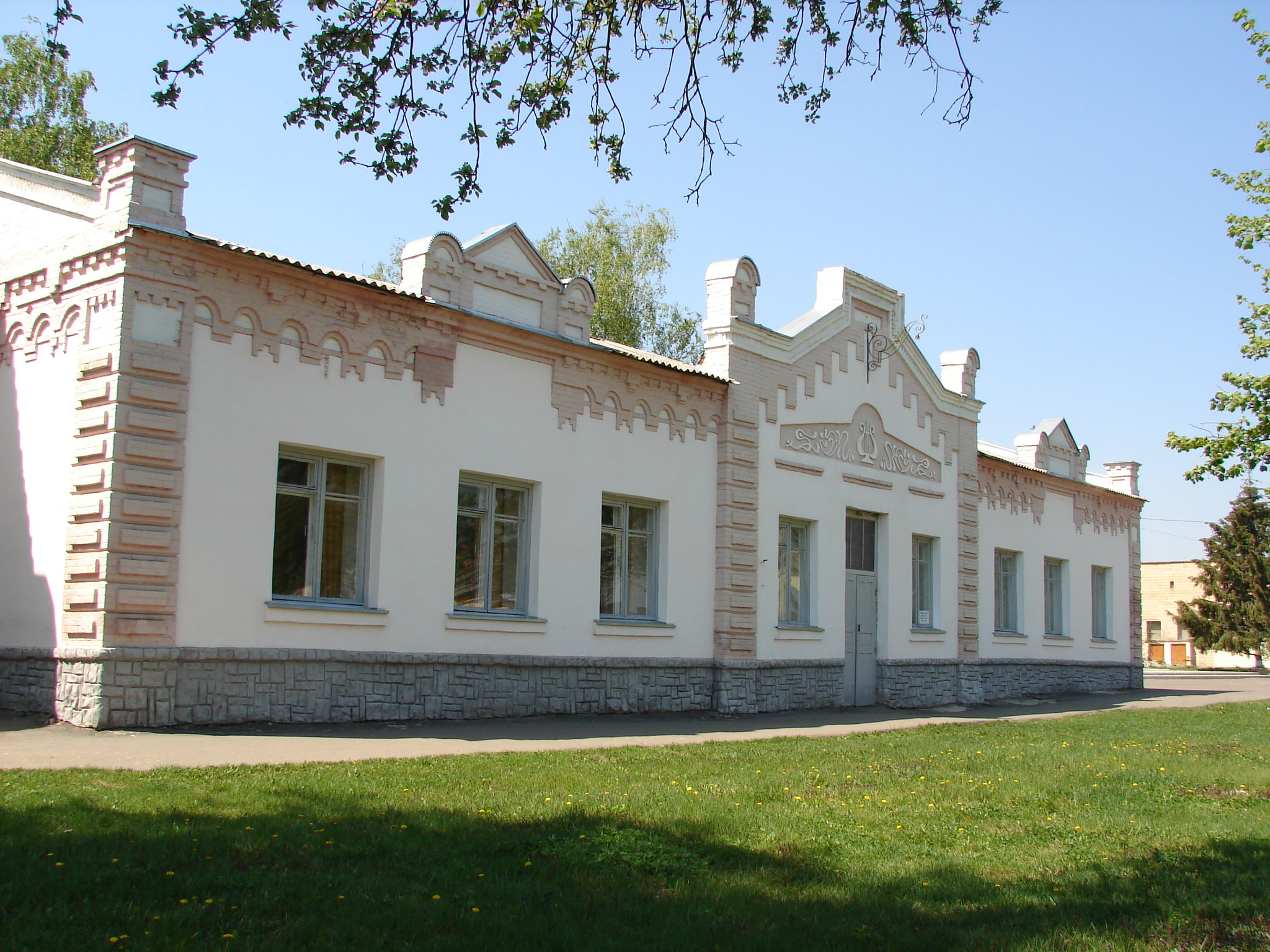
Исторический музей
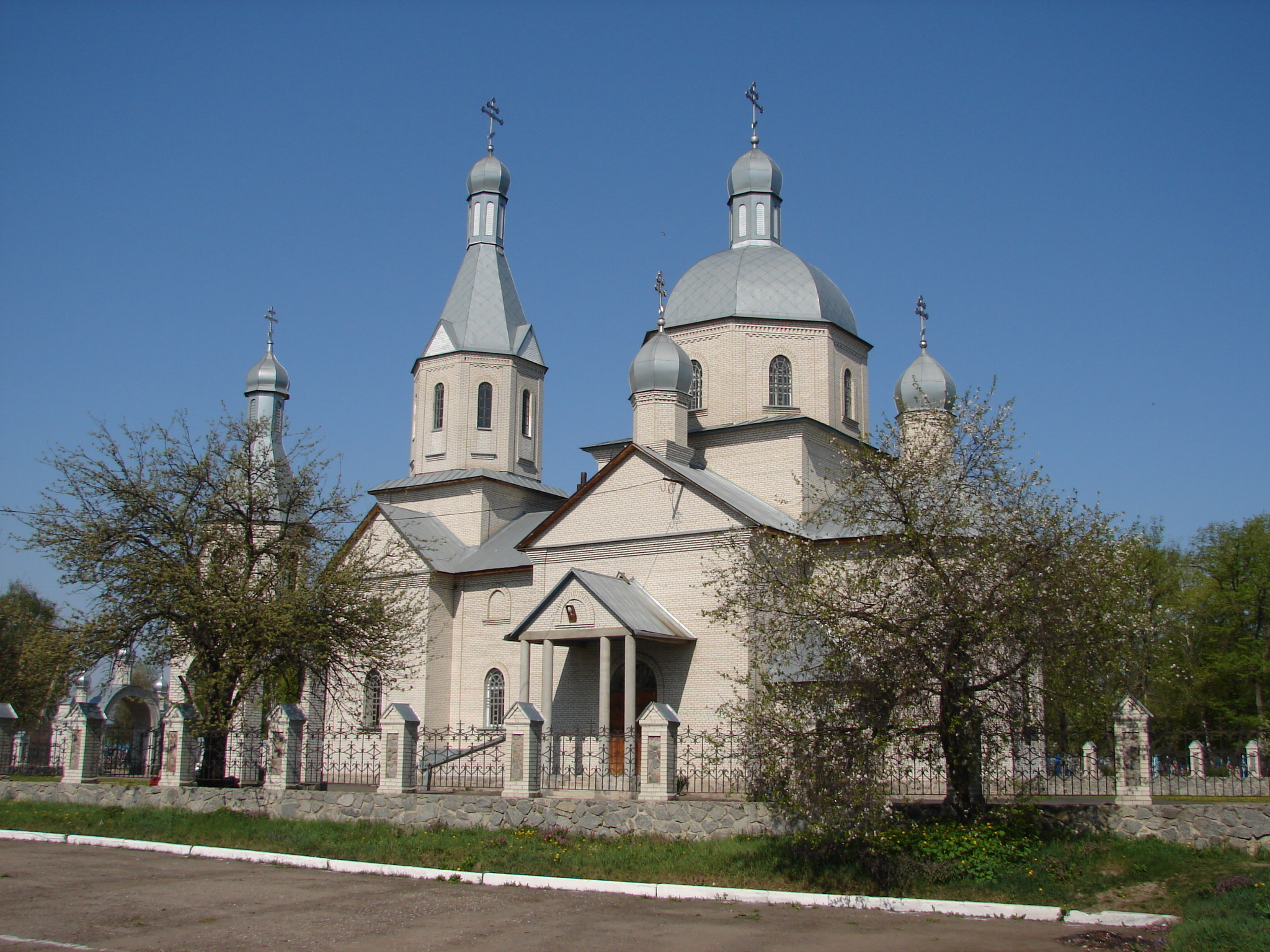
Церковь Рождества Христова
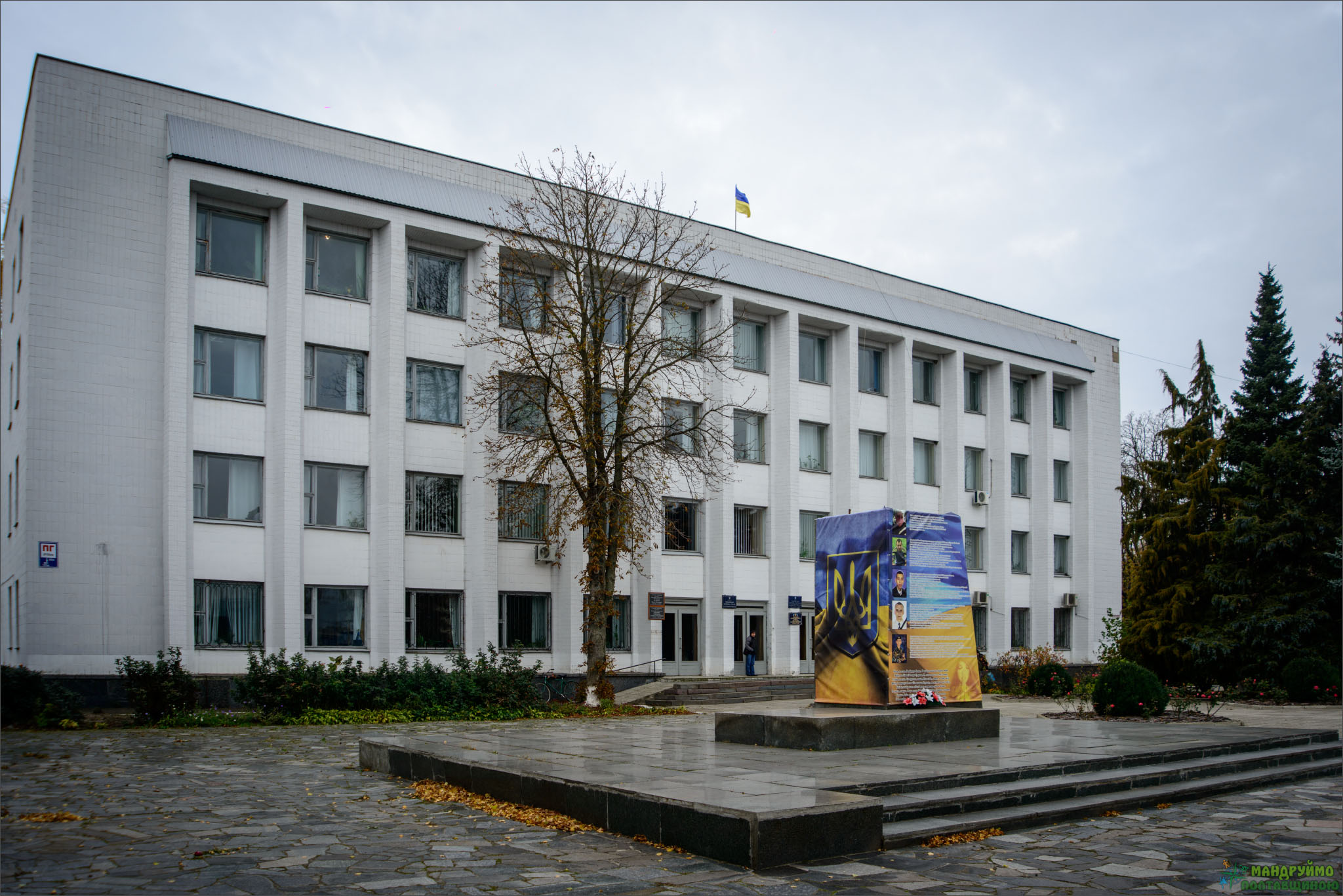
Здание Райгосадминистрации